# Xfce

Xfce, besplatno grafičko sučelje za Unix i druge na njemu osnovane operacijske sustave kao što su Linux, Solaris i BSD, čiji je razvoj započeo Olivier Fourdan 1996 godine. Naglasak stavlja na brzinu izvođenja i malo korištenje resursa, dok još uvijek zadržava vizualnu privlačnost.
Trenutna verzija iz 2009. je 4.6, modularna je, te se sastoji od zasebno pakiranih komponenti koje zajedno stvaraju potpuno funkcionalno radno okruženje, ali koje se mogu zasebno odabrati za osobno podešavanje okruženja. Uglavnom se koristi gdje se žele postići prednosti modernog grafičkog sučelja na starijem hardveru.
Temeljen je na GTK+ 2 alatu (kao i GNOME). Koristi Xfwm upravitelj prozora. Sve postavke moguće je podesiti uz pomoć miša, te su konfiguracijske datoteke sakrivene od prosječnog korisnika.
Donekle je sličan komercijalnom CDE-u, ali svakom novom verzijom udaljava se sve više i više od te usporedbe.

## Glavne Xfce aplikacije
Neke od aplikacija koje Xfce sadrži:
- Thunar - upravitelj datoteka
- Orage - kalendar
- Mousepad - tekstualni editor
- Xfwm - upravitelj radne okoline

## Linux distribucije koje koriste Xfce
- Arch Linux[1]
- Debian (businesscard, netinst und DVD)[2]

- dyne:bolic
- Fedora (Xfce Spin)[3]

- Gentoo Linux[4]
- Linux Mint (XFCE Community Edition und Linux Mint Debian Edition (LMDE))[5]

- openSUSE (Xfce Live CD)[6]

- Slackware

- Xubuntu[7]

- Zenwalk Linux (Standard Edition, Live Edition)[8]

## Srodni tekstovi
- KDE
- GNOME

## Vanjske poveznice
- Službena stranica
- "Xfce FAQ"